# Auguste Pageot
Pour les articles homonymes, voir Pageot.
Auguste Pageot, né le 22 juillet 1884 et mort le 19 novembre 1962 à Nantes, est un homme politique français, maire socialiste de Nantes de 1935 à 1940, conseiller général et député de Loire-Inférieure de 1936 à 1940.

## Biographie

### Origines et débuts professionnels
Auguste Pageot naît la 22 juillet 1884 à Nantes. Il est le fils unique d'Auguste Pierre Marie Pageot, employé des douanes, et de Marie Adèle Beilvaire, lingère, tous deux originaires de Paimbœuf.
Durant sa jeunesse, il habite dans le quartier de la butte Sainte-Anne bâtie autour de l'église homonyme et fréquente l'école primaire de la place des Garennes, avant de poursuivre ses études à l'école primaire supérieure du boulevard de Launay (actuel lycée Leloup-Bouhier).
Auguste Pageot se présente ensuite à trois concours différents : aux chemins de fer, aux douanes et aux PTT. Cette dernière administration ayant publié les résultats en premier et sans attendre les deux autres, il entre avec le grade de commis aux PTT.
Surnuméraire à Vitré durant un an, il revint dans sa ville natale avec le grade de contrôleur à la Nantes-Gare. Il adhère au mouvement socialiste en 1904 et participe à l'essor du syndicalisme postier au sein de l'Association générale des agents des PTT.

### Débuts en politique
Plus qu'au syndicalisme des Postes et Télégraphes, c'est au socialisme nantais qu'Auguste Pageot s'attache. Il devient membre de la SFIO.
Il est élu conseiller municipal en 1919 sur une liste « d'union et de concorde » et réélu en 1925 sur une liste du cartel des gauches (municipalités Bellamy). Il pousse le maire Paul Bellamy à interdire les processions religieuses à Nantes en 1926, ce qui provoque de fortes protestations de la part des catholiques.
Auguste Pageot est réélu en 1929 (municipalité Cassegrain).

### Front populaire
Durant la période de formation du Front populaire, à la suite des élections des 5 et 12 mai 1935, Auguste Pageot est élu maire de Nantes le 18 mai par 19 voix contre 16 à Abel Durand (Groupe d'entente républicaine). Parmi ses neuf adjoints se trouvent notamment : Edmond Prieur, Raoul Chevillard, Eugène Le Roux (député en 1936), Ernest Dalby, Alexandre Fourny ou encore Maurice Thiéfaine (député en 1936).
Il est aussi élu conseiller général du deuxième canton en 1935 (et réélu en 1937) et député de la première circonscription de Loire-Inférieure (Nantes centre) contre le député sortant Francis Merlant en 1936. À la Chambre des députés, il fait partie des commissions du commerce et de l'industrie, de la Marine marchande et des PTT ; il intervient devant l'assemblée nationale lors de la discussion du budget des PTT pour améliorer les conditions de travail des postiers.
Il est nommé membre du Conseil supérieur de la Marine marchande en 1937.

### Seconde Guerre mondiale
Le 10 juillet 1940, Auguste Pageot vote les pleins pouvoirs au Maréchal Pétain. Revenu à Nantes, il assume quelques mois ses fonctions de maire, publiant de nombreux avis appelant au respect de l'ordre. Il est cependant arrêté le 10 octobre 1940 et emprisonné à la prison militaire des Rochettes comme suspect de menées anti-allemandes ; il est menacé du Conseil de guerre. Finalement, il est contraint de donner sa démission au Préfet de la Loire-Inférieure le 21 décembre 1940, et est exilé en zone non-occupée par ordonnance militaire de la Feldkommandantur (comme le maire de Saint-Nazaire, François Blancho, et les deux autres députés SFIO de la Loire-Inférieure, Eugène Le Roux et Maurice Thiéfaine). Il est remplacé le 23 décembre par son premier adjoint, Edmond Prieur, sollicité par le préfet.
En octobre 1944, il est exclu de la SFIO comme tous les parlementaires qui ont voté les pleins pouvoirs sans avoir ensuite opté nettement pour la Résistance[réf. nécessaire].

### Après guerre
Après la libération, Auguste Pageot revient à Nantes et prend sa retraite politique. Il donne des conférences et devient président de la Société Académique de Nantes et Loire-Atlantique en 1955. Il écrit plusieurs ouvrages et articles sur Nantes.
Il meurt le 19 novembre 1962 (il habite alors au no 34 rue Edgar-Quinet dans la maison construite pas ses parents et dont il avait hérité), et est enterré au cimetière Saint-Clair.

## Décorations
- Médaille d'or des Assurances sociales, 1937.